# Svitlana Dorsman
Svitlana Dorsman (née Lidiaieva le 11 décembre 1993 à Marioupol) est une joueuse de volley-ball ukrainienne. Elle mesure 1,82 m et joue au poste de centrale.

## Clubs
| Club                             | De        | À         |
| -------------------------------- | --------- | --------- |
| VK Severodontchanka-2            | 2007-2008 | 2008-2009 |
| VK Severodontchanka              | 2009-2010 | 2015-2016 |
| Azerrail Bakou                   | 2016-2017 | 2016-2017 |
| AZS KSZO Ostrowiec Świętokrzyski | 2018-2019 | 2018-2019 |
| Indesit Lipetsk                  | 2019-2020 | 2020-2021 |
| Akademiya Prometey               | 2021-2022 | 2021-2022 |
| SK Prometej                      | 2022-2023 | ...       |

## Palmarès
- Coupe d'Ukraine
  - Finaliste : 2013, 2014, 2015.
- Championnat d'Ukraine
  - Finaliste : 2014, 2015.

### Distinctions individuelles
- Ligue d'or européenne 2023 — Meilleure attaquante.